# Bobingen
Bobingen er en by i Landkreis Augsburg i Regierungsbezirk Schwaben i den tyske delstat Bayern.
Den ligger ca. 10 km syd for Augsburg ved floderne Wertach og Singold og grænser op til Naturpark Augsburg-Westliche Wälder.

## Inddeling
| *               | Hovedbyen med Bobingen-Siedlung (14.352 indbyggere) |
| Straßberg       | Straßberg (1.202 indbyggere)                        |
| *               | Burgwalden (79 EW)                                  |
| Reinhartshausen | Reinhartshausen (579 indbyggere)                    |
| Waldberg        | Waldberg (431 EW)                                   |
| Kreuzanger      | Kreuzanger (167 EW)                                 |